# Валя-Пержей (Чимішлійський район)
Валя-Пержей (рум. Valea Perjei) — село в Молдові в Чимішлійському районі. Утворює окрему комуну.